# Enterolobium cyclocarpum
Enterolobium cyclocarpum är en ärtväxtart som först beskrevs av Nikolaus Joseph von Jacquin, och fick sitt nu gällande namn av August Heinrich Rudolf Grisebach. Enterolobium cyclocarpum ingår i släktet Enterolobium och familjen ärtväxter. Inga underarter finns listade i Catalogue of Life.

## Bildgalleri

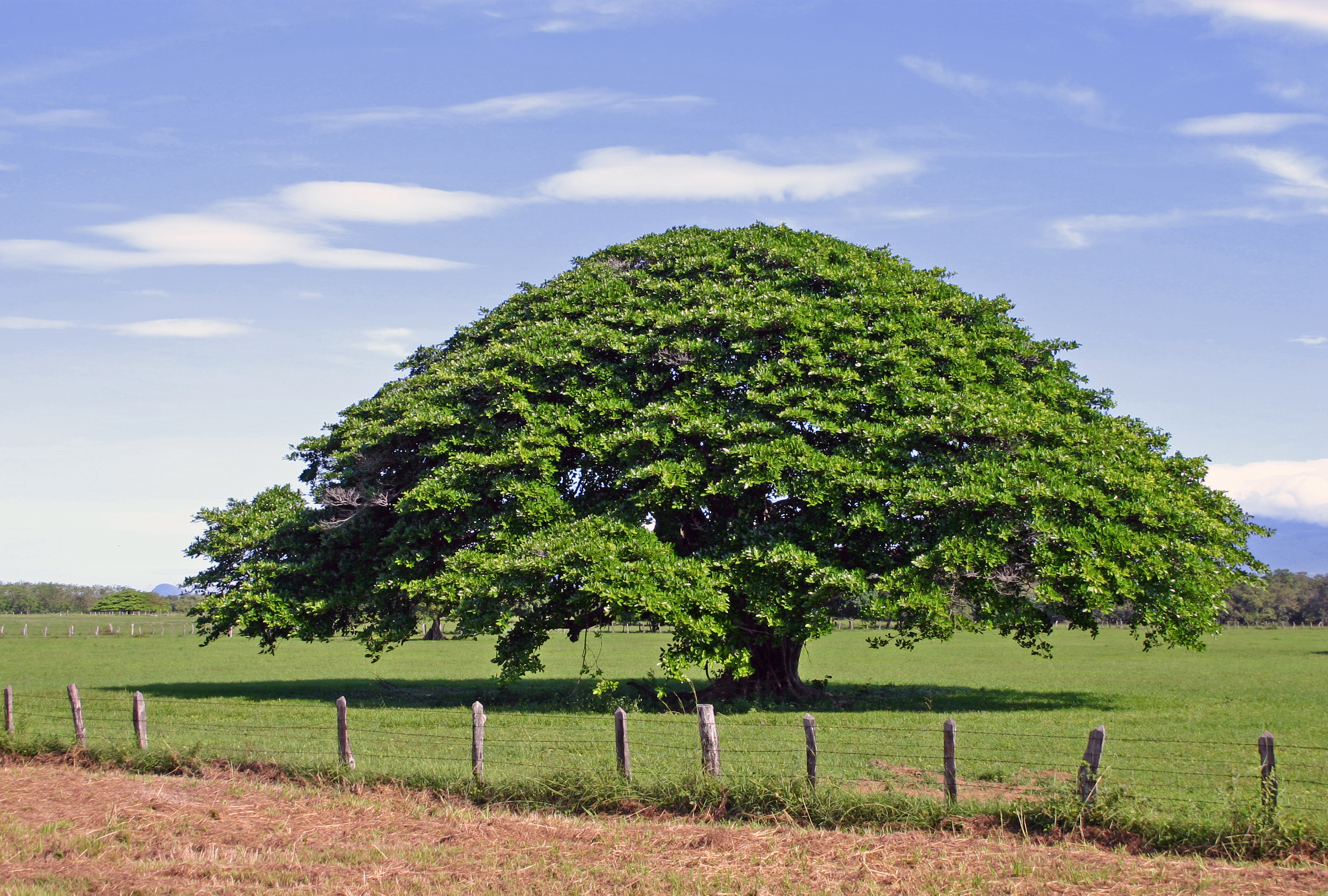
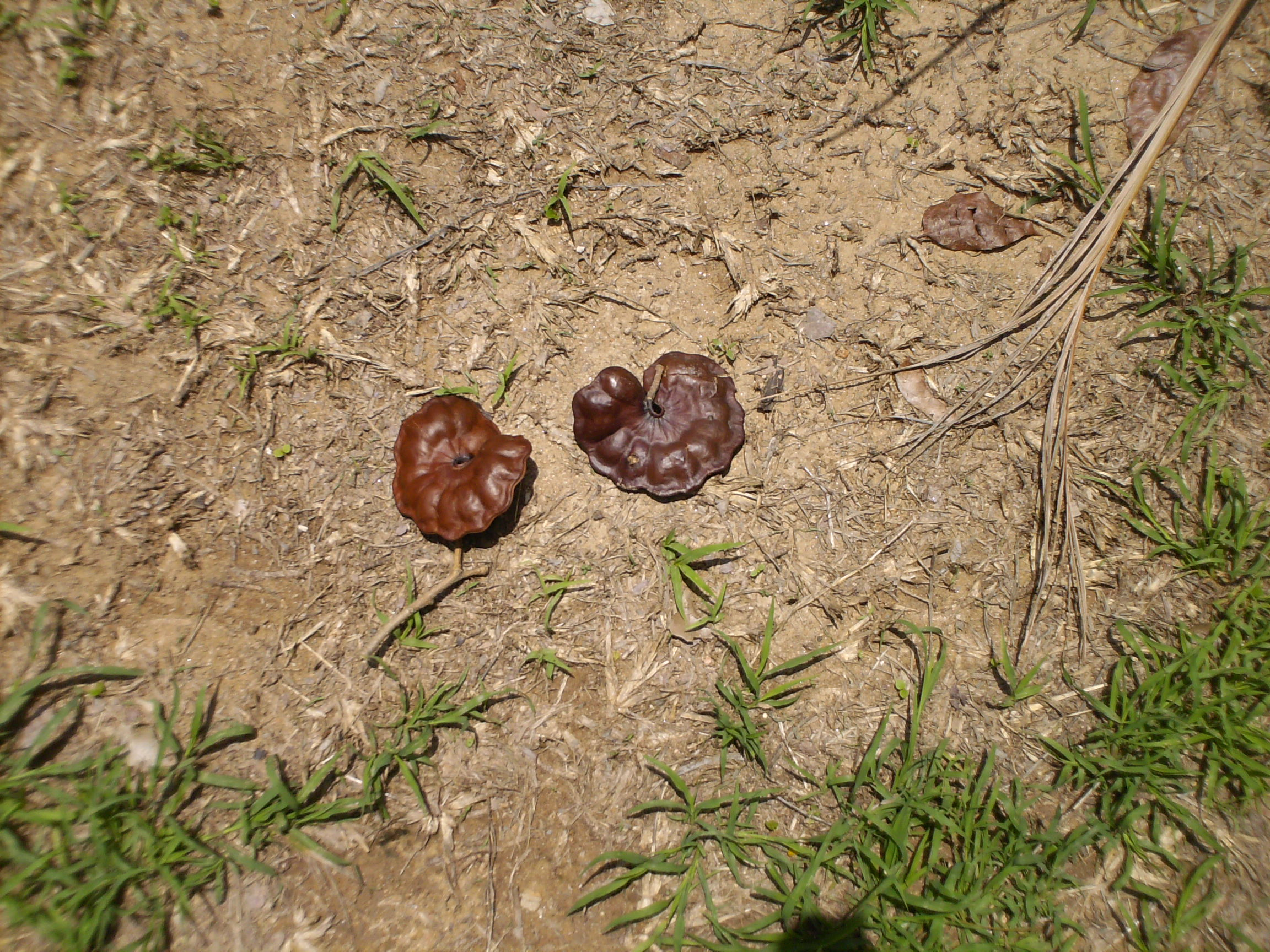
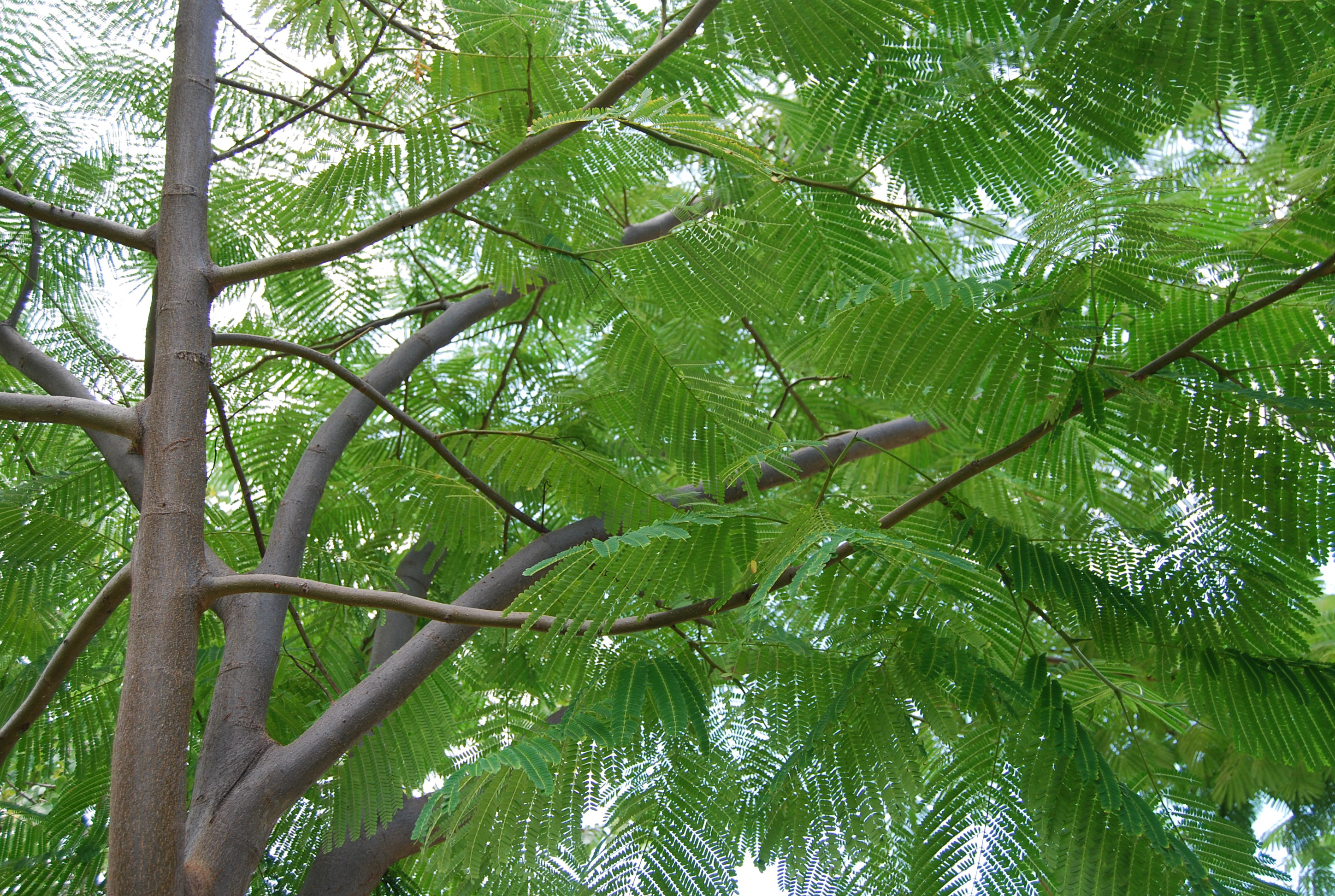
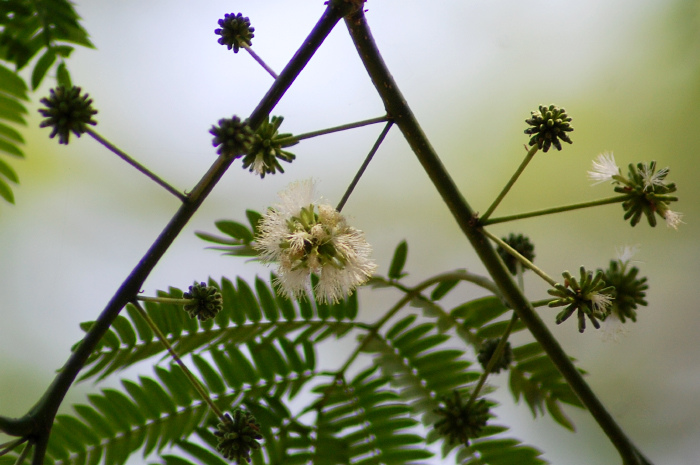
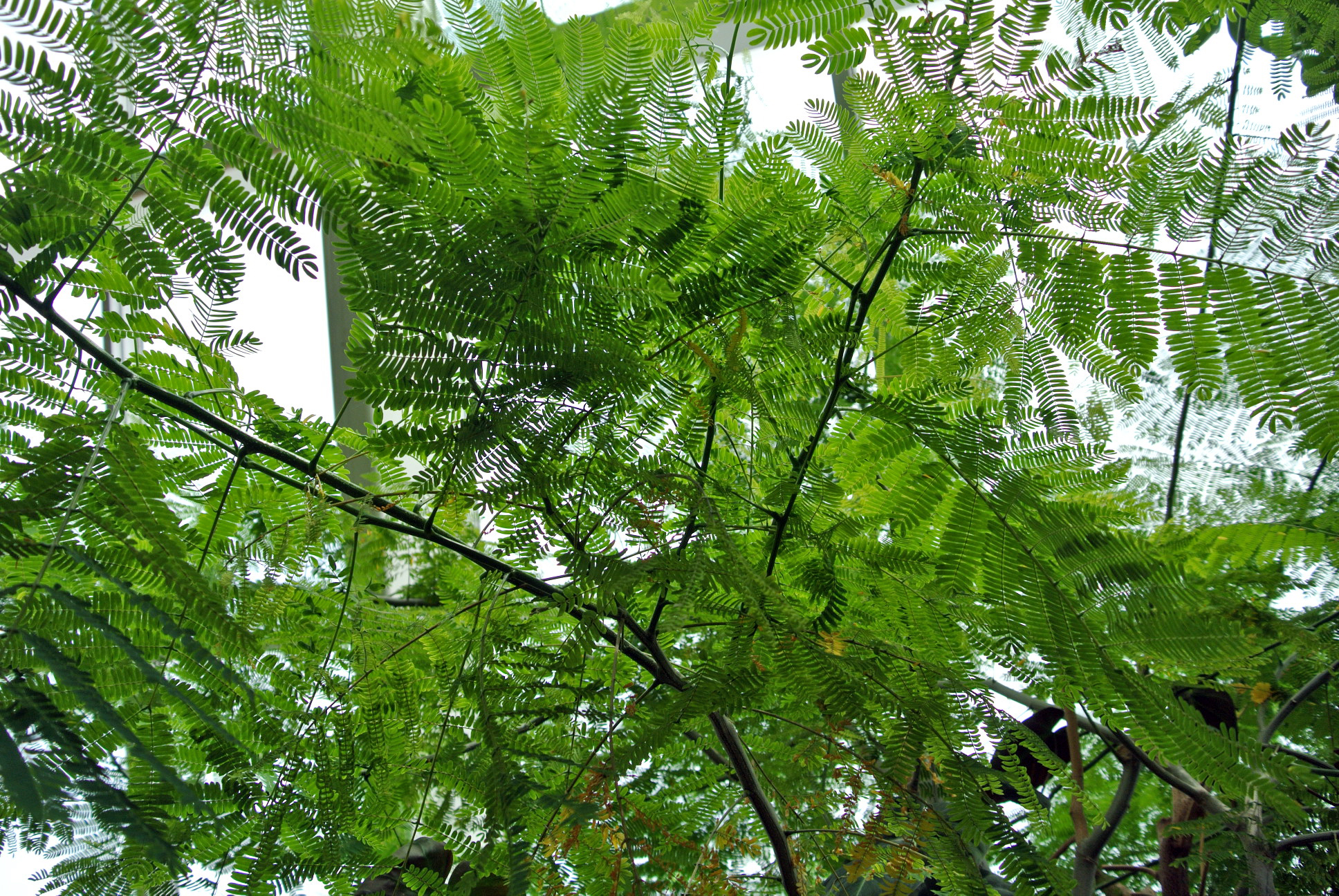
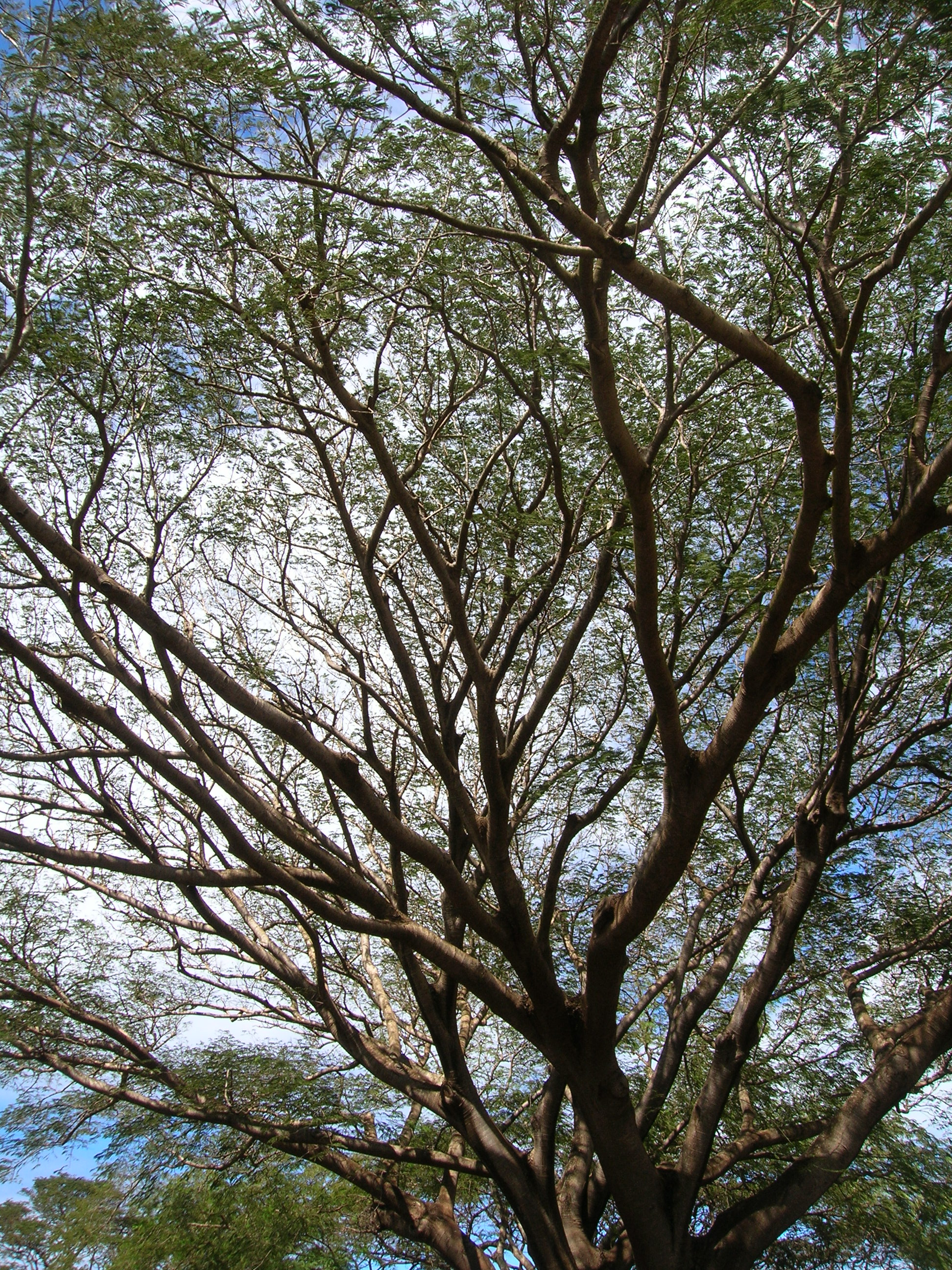